# Andocide
Andocide (in greco antico: Ἀνδοκίδης?, Andokídēs; Atene, metà V secolo a.C. – 390 a.C. circa) è stato un oratore ateniese.
La vita del personaggio si sviluppa lungo la parte finale del V secolo a.C. e la parte iniziale del IV secolo a.C. ed interseca i principali avvenimenti di quel periodo, ovvero le diverse fasi del conflitto tra Sparta e Atene durante e dopo la guerra del Peloponneso e la significativa instabilità politica della polis attica. Infatti, Andocide partecipò alla mutilazione delle Erme con gli oligarchici (anche lui fece parte di un'eteria) e visse il periodo di isteria che si creò ad Atene durante la ricerca dei colpevoli.
In questo clima si mise in evidenza come i processi venissero sempre più asserviti a fini politici di una determinata fazione, ovvero il demos, che nel tardo V secolo a.C. trovò nella legislazione democratica lo strumento per attaccare i nemici politici (a tal proposito si ricordi come le Vespe di Aristofane del 422 a.C. mettessero in evidenza l'abuso delle delazioni ad Atene).
Andocide venne messo sotto accusa e per salvarsi decise di accusare gli altri colpevoli nel 415 a.C., sfruttando una legge che garantiva l’inviolabilità in cambio dell’accusa di altri. È in questo modo che, denunciando i suoi compagni di eteria, egli riuscì a salvarsi, procurandosi l'odio della fazione oligarchica e il sospetto di quella democratica.

## Biografia
Nato in una delle più nobili famiglie ateniesi attorno alla metà del V secolo a.C. (440 a.C.) nel demo di Cidateneo, figlio di Leogora, imparentato con gli Alcmeonidi, da ragazzo frequentò i circoli oligarchici, conservatori e antidemocratici e fece parte della jeunesse dorée che aveva in Alcibiade il suo principale esponente.
Nel 415 a.C., alla vigilia della spedizione ateniese in Sicilia, venne coinvolto nello scandalo delle erme. In quel periodo iniziò ad Atene una caccia all'uomo, molti furono gli accusati per via di un fervente timore religioso (gli ateniesi pensavano che la mutilazione fosse un presagio negativo delle sorti della guerra e della perdita del favore di Ermes), Andocide riuscì ad evitare la condanna a morte denunciando quattro presunti colpevoli, ma la sua vita ne fu segnata per sempre: tradire i compagni di eteria era considerato dagli aristocratici il più vergognoso dei crimini. Venne comunque costretto all'esilio a Cipro, dopo l'emanazione di un decreto che privava i macchiati di atimia dei diritti politici, dove si dedicò con profitto al commercio.
Tentò più volte di tornare in patria: nel 411 a.C., durante il regime oligarchico dei Quattrocento, tuttavia, poiché aveva aiutato la flotta ateniese (espressione della fazione democratica-bellicista) a Samo, si guadagno l'odio degli oligarchici e dopo essere stato arrestato e liberato con la caduta del regime, tornò in esilio. Nel 407 a.C., riuscì a pronunciare il discorso Sul suo ritorno, egli avrebbe offerto grano proveniente da Cipro in cambio dell'acquisizione dei suoi diritti politici, ma non convinse l'assemblea; infine nel 402 a.C., riuscì a tornare approfittando dell'amnistia generale imposta dal re di Sparta Pausania agli Ateniesi dopo la fine della guerra del Peloponneso.
Tre anni più tardi, nel 399 a.C., venne accusato di aver violato i misteri eleusini, accusa pretestuosa che in realtà mirava a far riemergere la passata compromissione di Andocide con i gruppi legati ad Alcibiade, i quali erano soliti praticare oscene parodie dei misteri. Andocide scelse di difendersi da solo e a viso aperto ottenendo l'assoluzione con l'orazione Sui Misteri. La sua reintegrazione nella polis sembrava quasi fatta, ma così non era: durante la guerra di Corinto venne inviato come ambasciatore a Sparta con l'incarico di trattare la pace (392-391 a.C.); avendo però rinunciato alle colonie d'Asia, una volta tornato in patria venne accusato di corruzione e favoreggiamento. Provò a difendersi con l'orazione Sulla pace, senza ottenere nulla: per evitare la morte, fuggi da Atene e, a partire dal 390 a.C., non si sa più nulla di lui; anche data e luogo di morte sono sconosciuti.

## Lo stile
Non essendo Andocide un oratore di professione, il suo stile è poco sorvegliato, spesso prolisso e ripetitivo, a volte sintatticamente involuto, ma non proprio privo di spontaneità e di vivacità, che gli derivano (soprattutto nella Sui Misteri) dalla passione che mette nel difendersi dalle calunnie dei suoi avversari, ed è privo di elaborati artifici retorici.
Andocide fu inserito nel Canone alessandrino al decimo posto fra i dieci principali oratori attici; Quintiliano ed Ermogene di Tarso gli riservarono invece giudizi negativi. L'orazione Sul ritorno è influenzata da Antifonte, mentre la Sui misteri richiama la produzione di Lisia.
Un aspetto tipico della sua produzione è l'abilità nella narrazione, che si sviluppa soprattutto facendo attenzione ai piccoli particolari; le varie testimonianze sono, poi, poste in ordine cronologico. La sua importanza risiede soprattutto nell'eccezionalità della sua testimonianza, trattandosi di un protagonista della vicenda della mutilazione delle Erme, di cui conosce e denuncia nella Sui Misteri i veri responsabili, e testimone oculare di molte vicende dei gruppi segreti aristocratici di quel periodo.

## Opere
- Περὶ τῆς ἑαυτοῦ καθόδου (De Reditu, Sul suo ritorno)
- Περὶ τῶν μυστηρίων (De Mysteriis, Sui misteri)
- Περὶ τῆς πρὸς Λακεδαιμονίους εἰρήνης (De Pace, Sulla pace con gli Spartani)
- Κατὰ Ἀλκιβιάδου (Contra Alcibiadem, Contro Alcibiade), in genere giudicato apocrifo.